# Europamästerskapen i skidskytte 2002
Europamästerskapen i skidskytte 2002 genomfördes 6–10 mars  2002 i Kontiolax, Finland.

## Distans herrar 20 kilometer
| Placering | Åkare             | Land    |
| --------- | ----------------- | ------- |
| 1.        | Andrej Deryzemlja | Ukraina |
| 2.        | Tomasz Sikora     | Polen   |
| 3.        | Woiciech Kozub    | Polen   |

## Distans damer 15 kilometer
| Placering | Åkare           | Land      |
| --------- | --------------- | --------- |
| 1.        | Radka Popova    | Bulgarien |
| 2.        | Irina Malgina   | Ryssland  |
| 3.        | Irena Česniková | Tjeckien  |

## Sprint herrar 10 kilometer
| Placering | Åkare           | Land     |
| --------- | --------------- | -------- |
| 1.        | Olegs Maluhins  | Lettland |
| 2.        | Carsten Heymann | Tyskland |
| 3.        | Tomasz Sikora   | Polen    |

## Sprint damer 7,5 kilometer
| Placering | Åkare                | Land      |
| --------- | -------------------- | --------- |
| 1.        | Irina Malgina        | Ryssland  |
| 2.        | Radka Popova         | Bulgarien |
| 3.        | Liv Kjersti Eikeland | Norge     |

## Jaktstart herrar 12,5 kilometer
| Placering | Åkare           | Land     |
| --------- | --------------- | -------- |
| 1.        | Olegs Maluhins  | Lettland |
| 2.        | Carsten Heymann | Tyskland |
| 3.        | Ilmars Bricis   | Lettland |

## Jaktstart damer 10 kilometer
| Placering | Åkare         | Land      |
| --------- | ------------- | --------- |
| 1.        | Irina Malgina | Ryssland  |
| 2.        | Radka Popova  | Bulgarien |
| 3.        | Olga Romasko  | Ryssland  |

## Stafett 4 x 7,5 kilometer herrar
| Placering | Land     | Åkare                                                                |
| --------- | -------- | -------------------------------------------------------------------- |
| 1.        | Tyskland | Daniel Graf, Carsten Heymann, Andreas Stitzl, Andreas Birnbacher     |
| 2.        | Ukraina  | Ruslan Lysenko, Oleksandr Bilanenko, Roman Pryma, Vjatjeslav Derkatj |
| 3.        | Lettland | Olegs Maluhins, Gundars Upenieks, Ilmars Bricis, Jekabs Nakums       |

## Stafett 4 x 6 kilometer damer
| Placering | Land     | Åkare                                                                |
| --------- | -------- | -------------------------------------------------------------------- |
| 1.        | Tyskland | Ina Menzel, Janet Klein, Simone Denkinger, Sabrina Buchholz          |
| 2.        | Ryssland | Irina Malgina, Julia Makarova, Lilia Vajgina-Jefremova, Olga Romasko |
| 3.        | Ukraina  | Irina Merkusjina, Nina Lemesj, Oksana Chvostenko, Oksana Jakovleva   |